# 音海スイム
『音海スイム』（おんかい-）は、2008年4月23日にLIVEMASTER RECORDSからリリースされた、奥井亜紀のアルバム。

## 解説
- 今作は、前回の『青空の手紙』と同じミュージシャンでセッションを行っている。
- ライブで定番となっている「HAPPY CARD」「うそつき」等を収録している。
- 「アスパラガス」と「春のくちびる」にはプロモーションビデオが作られている。また、「アスパラガス」がテーマソングとなっていた番組『ギョーテック』では、エンドロール時に短いプロモーションビデオが放映されていた。

## キャッチコピー
おいでよ　音の海へ

## 収録曲
1. 海の底のホテル
2. HAPPY CARD
3. アスパラガス（テレビ朝日『ギョーテック』エンディングテーマ）
4. 春のくちびる
5. 家路
6. 熱帯夜
7. うそつき
8. 0:00:00【time stamp】
9. 青葉闇
10. おやすみゲート

作詞・作曲：奥井亜紀

## 参加ミュージシャン
- 奥井亜紀：Vocal&Chorus
- 西本明：Piano,Organ,Synthesizer,Programming&Guitar(M-10)
- 宮脇てつや：Guitars&Chorus
- 中鉢俊哉：Bass except M-5
- 鹿島達也：Bass(M-5)
- 朝倉真司：Drums
- 中北裕子：Percussions